# Prélèvement bancaire
Le prélèvement bancaire, établi habituellement sous forme de prélèvement automatique, est un transfert de fonds répétitif (souvent exercé de façon périodique, mensuelle par exemple) ou ponctuel par l'intermédiaire du système bancaire, utilisé surtout au niveau domestique. Dans le jargon bancaire, on le nomme également « Ordre Général de Paiement » (OGP).
Le payeur a fourni pour cela au bénéficiaire (par exemple le percepteur, les télécoms, le service de l'électricité ou du gaz, etc.) une autorisation permanente ou ponctuelle de prélèvement (un mandat), accompagnée de ses coordonnées bancaires. Le bénéficiaire transmet à sa banque cette autorisation qui la transmet à son tour à la banque du payeur pour qu'elle l'enregistre. Cette autorisation ne comporte aucune limitation : ni dans son montant ni dans sa durée. Le numéro national d'émetteur (NNE), attribué au bénéficiaire, est un simple document émis par la Banque de France. Il n'offre aucune garantie de sérieux du bénéficiaire au payeur.
Cette opération peut être considérée comme l'inverse d'un virement automatique, avec par ailleurs la différence que pour ce dernier la somme virée périodiquement est fixée d'avance alors qu'en cas de prélèvement elle est fixée à chaque opération par le bénéficiaire.
L'opération est remplacée le 1er août 2014 par le SEPA Direct Debit dans 5 pays francophones d'Europe que sont la France, la Belgique, le Luxembourg, la Suisse et Monaco. Ceci homogénéise les procédures et permet pour les clients finaux la mise en place de prélèvements d'un pays à l'autre dans la limite de l'espace SEPA.

## En pratique
Un prélèvement suppose pour la banque émettrice d'utiliser des codes identifiant le compte bénéficiaire (IBAN) et la banque destinataire (BIC) normalisés au niveau international.
Lors de la mise en place d'un prélèvement, le débiteur doit donc les fournir:
- En France, en donnant une copie du RIB (Relevé d'identité bancaire) ou d'un extrait de compte du bénéficiaire.
- En Belgique, en les lisant sur sa carte bancaire, sur laquelle le numéro de compte figure directement, car considéré comme non confidentiel contrairement

## À noter
En France, les banques ne requièrent pas l'autorisation de la personne titulaire du compte lorsqu'il y a une procédure de saisie par un créancier ou par le fisc.
Le mandat de prélèvement dit SEPA est un mode de paiement qui peut être révoqué ou opposé par le consommateur usager de la banque à tout moment et quand bon lui semble, l'autorisation préalable du créancier ou de sa banque n'étant pas requise, aucun justificatif n'ayant à être produit.
En Belgique, le prélèvement automatique est appelé domiciliation, et différait dans sa mise en place jusqu'à la mise en place du SEPA Direct Debit